# ۴۹۶ (میلادی)
۴۹۶ (میلادی) چهارصد و نود و ششمین سال تقویم میلادی است.

## رویدادها
- قباد یکم، پادشاه ساسانی، از قدرت برکنار و زندانی شده و برادرش جاماسپ به پادشاهی می‌رسد.

## درگذشتگان
- ۲۱ نوامبر - ژلازیوس یکم، پاپ کلیسای کاتولیک روم
- گونتاموند، پادشاه وندال‌ها و آلان‌ها (ت. پیرامون ۴۵۰)

‎